# Stayin' Alive
Per l'àlbum de Jackyl, vegeu Stayin' Alive (Jackyl)
Stayin' Alive és una cançó de Barry Gibb, Robin Gibb i Maurice Gibb per als Bee Gees. La van escriure i gravar al castell del poble francès de Hérouville-en-Vexin entre el febrer i març de 1977 i a Criteria Recording Studios (Miami) a l'abril del mateix any. La cançó forma part de l'àlbum Saturday Night Fever (1977) i es va editar en senzill el desembre de 1977, amb If I Can't Have You a la cara B.
Stayin' Alive va ser el primer número u dels Bee Gees a Espanya.

## Instrumentació
- Barry Gibb: guitarra i veu.
- Robin Gibb: veu.
- Maurice Gibb: baix i veu.
- Blue Weaver: teclats, sintetitzadors i piano.
- Alan Kendall: guitarra.
- Dennis Bryon: bateria.
- Joe Lala: percussió.
- The Boneroo Horns: trompetes i flautes.

## Producció
Bee Gees, Albhy Galuten i Karl Richardson.

## Enginyers
Karl Richardson i Michel Marie.

## Guardons
- 1983: candiat al Grammy a la gravació de l'any